# Cumières
Cumières ist eine französische Gemeinde mit 716 Einwohnern (Stand 1. Januar 2022) im Département Marne in der Region Grand Est (vor 2016 Champagne-Ardenne). Sie gehört zum Arrondissement Épernay und zum Kanton Épernay-1. Die Einwohner werden Cumariots genannt.

## Geographie
Cumières liegt etwa vier Kilometer nordnordwestlich von Épernay und etwa 18 Kilometer südsüdwestlich von Reims. Die Marne begrenzt die Gemeinde im Süden. Umgeben wird Cumières von den Nachbargemeinden Damery im Norden und Westen, Hautvillers im Norden und Osten sowie Mardeuil im Süden.

## Bevölkerungsentwicklung
| Jahr                       | 1962 | 1968 | 1975 | 1982 | 1990 | 1999 | 2006 | 2011 | 2018 |
| Einwohner                  | 1035 | 999  | 929  | 887  | 830  | 861  | 845  | 817  | 751  |
| Quellen: Cassini und INSEE |      |      |      |      |      |      |      |      |      |

## Sehenswürdigkeiten

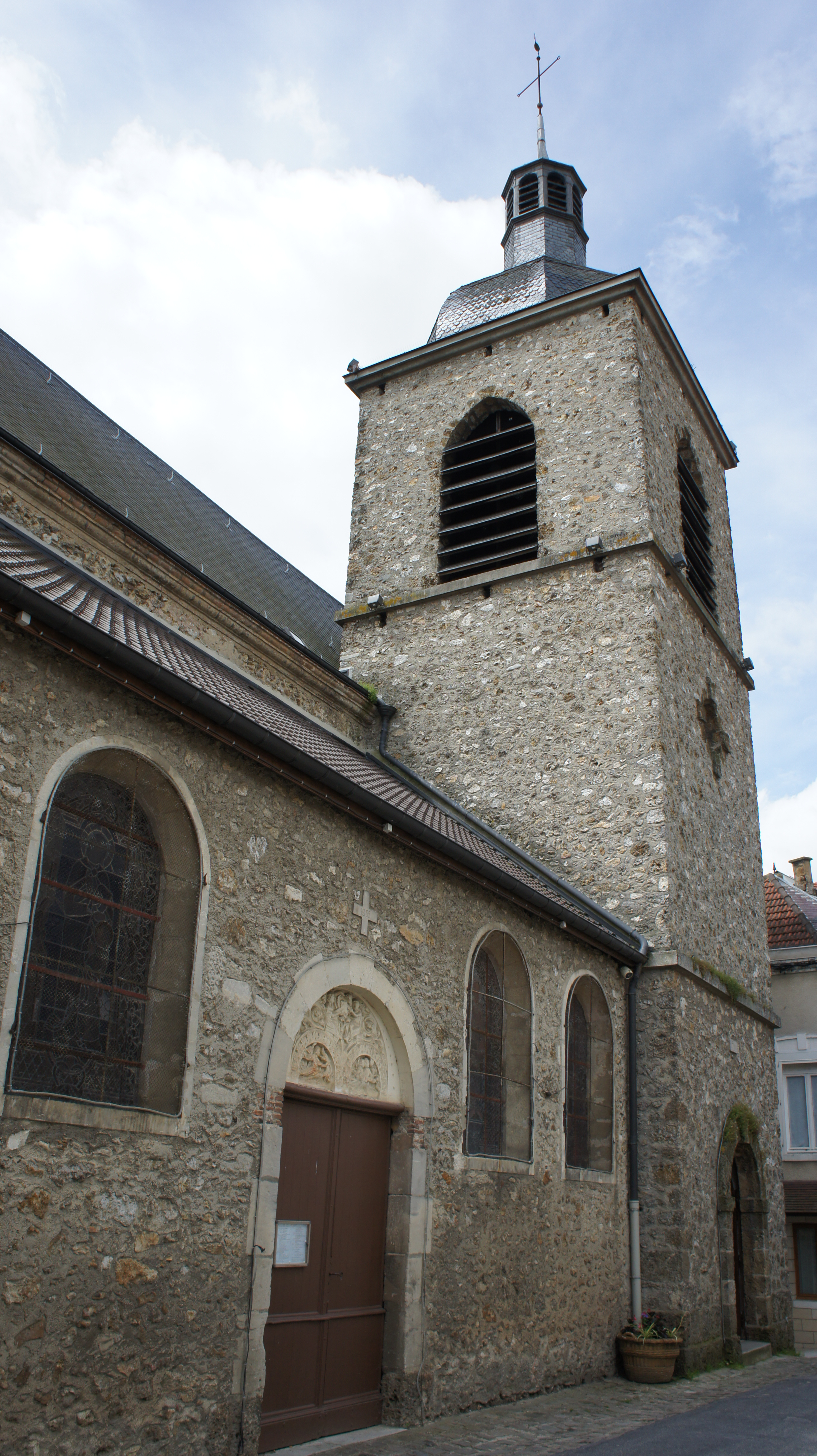
Kirche Saint-Jean-Baptiste

- Kirche Saint-Jean-Baptiste aus dem 18. Jahrhundert

## Gemeindepartnerschaften
Mit der italienischen Gemeinde Felino in der Provinz Parma (Emilia-Romagna) und mit der belgischen Gemeinde Assesse in der Provinz Namur bestehen Partnerschaften.